# 議會大廈 (伯斯)

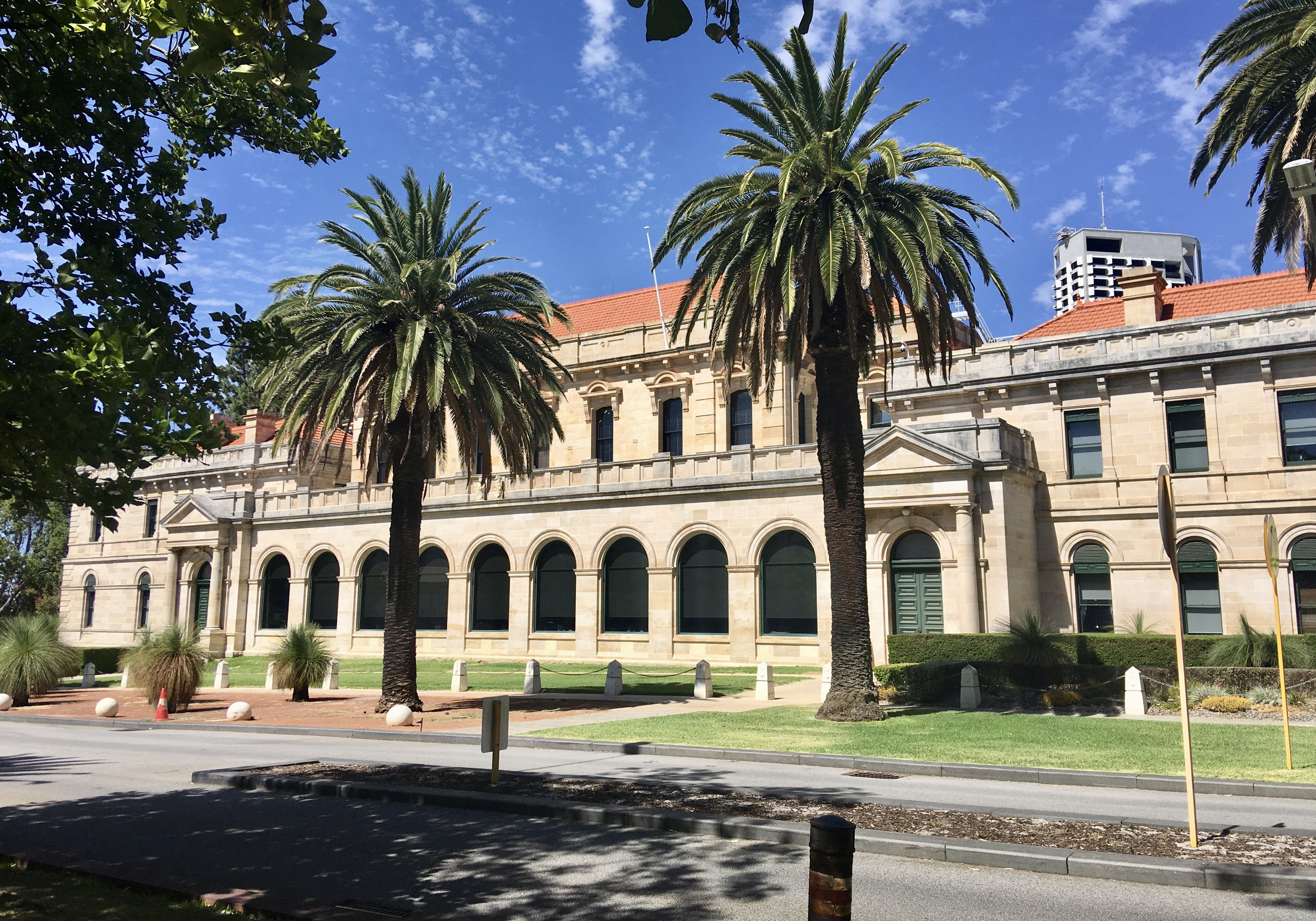
議會大廈

議會大廈（Parliament House）是澳洲西澳洲首府伯斯的一座建築，位於西伯斯的Harvest Terrace。這座建築是西澳洲議會的辦公地點。西澳政府就這座建築的設計進行了全澳洲招標徵集。建築啟用於1904年7月28日。

## 外部連結
- Parliament of Western Australia （页面存档备份，存于）